# 41-ша загальновійськова армія (РФ)
41-ша загальновійськова армія (41 ЗА, в/ч 64128) — військове об'єднання Сухопутних військ Збройних сил Росії чисельністю в армію. Перебуває у складі Центрального військового округу. Штаб армії — м. Новосибірськ.
У 2022 році частини армії брали участь у повномасштабному вторгненні РФ в Україну.

## Історія
Згідно Указу Президента Російської Федерації від 27.07.1998 року № 900 і наказу Міністра оборони РФ на базі управління Сибірського військового округу 1 грудня 1998 р. сформовано управління 41-ї загальновійськової армії зі штабом в м. Новосибірську.
На виконання вимог Директиви Міністра оборони ЗС РФ 19.01.2009 р. № Д-08 управління 41-ї армії переформовано в управління 41-ї загальновійськової армії (оперативне командування).
Згідно Указу Президента Російської Федерації від 06.07.2010 року № 843 і директиви Міністра оборони РФ з 1 вересня 2010 року 41-ша армія зі складу військ Сибірського військового округу переведена до складу військ Центрального військового округу.

### Російське вторгнення в Україну (2022)
Армія брала участь у російському вторгненні в Україну 2022 року. Вела бойові дії в районі Чернігова.
3 березня 2022 року повідомлялося про ліквідацію заступника командувача армії генерал-майора Андрія Суховецького.
7 березня 2022 року повідомлялося про ліквідацію начальника штабу — першого заступника командувача армії генерал-майора Віталія Герасимова.
Станом на 20 березня, за даними Тома Купера, 41-ша армія не змогла повністю оточити Чернігів. Російські сили контролювали трасу М02/E101 — від кордону орієнтовно до Бобрика, але не змогли заблокувати трасу E95 на півдні. Українські сили продовжували утримувати більшість населених пунктів та ключову дорогу між Черніговом та Ніжином, а також наземне сполучення між цими містами і Києвом.

## Склад
До складу армії входять мотострілецькі та артилерійські з'єднання. З'єднання та військові частини 41-ї армії дислоковані на території 7 суб'єктів Російської Федерації: Новосибірська, Омська, Кемеровська, Іркутська області, Алтайський край, Тува, Хакасія.
- 90-та танкова дивізія, в/ч 86274 (м. Чебаркуль);
- 35-та окрема мотострілецька бригада, в/ч 41659 (м. Алейськ);
- 41-ша окрема мотострілецька бригада, в/ч 55115[7] (м. Кизил), (створена на базі 55-ї окремої мотострілецької бригади);
- 74-та окрема мотострілецька бригада, в/ч 21005 (селище Юрга);[7]
- 61-ша зенітна ракетна бригада, в/ч 31466 (м. Бійськ)[7];
- 119-та ракетна бригада, в/ч 49547 селище (Еланський);
- 120-та гвардійська артилерійська бригада, в/ч 59361 (м. Юрга й селище Чисті Ключи);
- 35-та Талліннська ордена Червоної Зірки бригада управління, в/ч 57849 (селище Коченево);
- 106-та окрема бригада МТЗ, в/ч 72154 (м. Юрга);
- 40-й інженерно-саперний полк, в/ч 14330 (м. Ішим);
- 10-й полк РХБЗ, в/ч 55121 (с. Топчиха);
- 75-й вузол зв'язку, (Калинівка);
- 201-ша Гатчинська ордена Жукова двічі Червонопрапорна військова база, в/ч 0116 (Душанбе, Бохтар) що посилена Окремою мотострілецькою бригадою[7].

### Станом на 27.07.1998
- 85-та мотострілецька дивізія, в/ч 22316, в/м №17, м. Новосибірськ
- 74-та окрема мотострілецька бригада, в/ч 21005
- 156 омсбр
- 292 рбр
- 120 гв. абр
- 61-ша зенітна ракетна бригада
- 139 БЗОТ
- 3995 БХВТ
- 5349 БЗОТ
- 5350 БЗОТ

## Командування
Командувачі:
- 07.1998—06.2001 — генерал-майор Морозов Олександр Сергійович
- 06.2001—07.2003 — Ковров Володимир Анатолійович
- 07.2003—08.2004 — Бунін Сергій Вікторович
- 10.2004—01.2006 — Бахін Аркадій Вікторович
- 01.2006—04.2008 — Галкін Олександр Вікторович
- 05.2008—06.2009 —Істраков Сергій Юрійович
- 06.2009 Тонкошкуров Василь Петрович
- 01.2016—11.2018 — генерал-майор, з 2017 генерал-лейтенант Завізьон Олексій Володимирович;
- 11.2018—08.2020 — генерал-майор Резанцев Яків Володимирович;
- 08.2020—дотепер — генерал-майор, з 10.12.2020 генерал-лейтенант Рижков Сергій Борисович;.

Начальники штабу — перші заступники командувача:
- 2014—2015 — генерал-майор Завізьон Олексій Володимирович[8];
- 18.09.2020—07.03.2022 — генерал-майор Герасимов Віталій Петрович.